# Бекір Чобан-заде

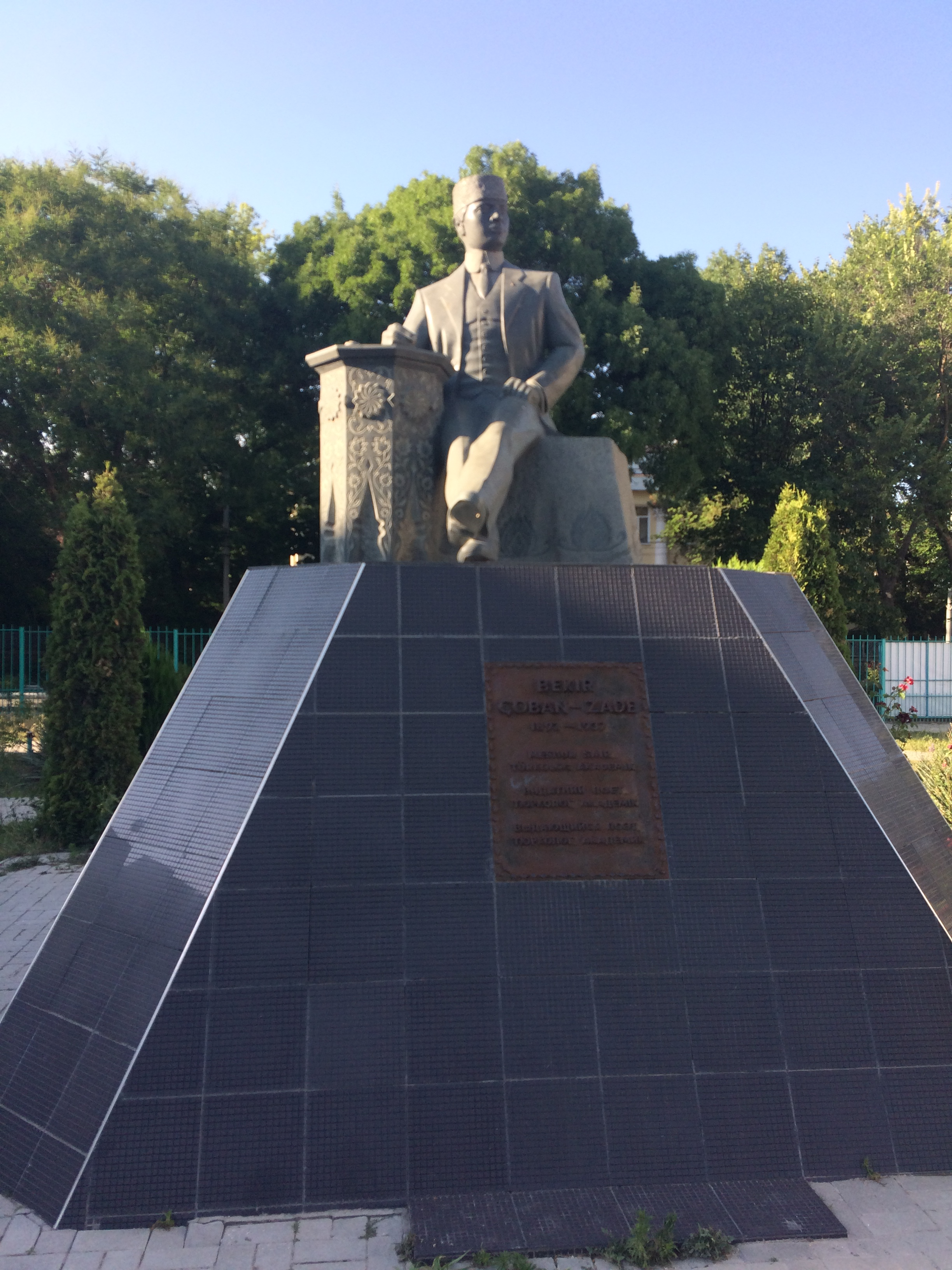
Пам'ятник Бекіру Чобан-заде у місті Карасубазар

Бекір Чобан-заде (крим. Bekir Vaap oğlu Çoban-zade; * 15 (27) травня 1893, Карасубазар — 13 жовтня 1937, Баку) — кримськотатарський тюрколог, поет та письменник.
Зробив великий внесок у вивчення мови й літератури не лише свого народу, а й у розвиток мовознавства і літературознавства багатьох тюркських народів.
Його ім'ям названо нещодавно створений Навчально-науковий інститут сходознавства, що є структурним підрозділом розташованого з 2016 р. у Києві Державного закладу «Таврійський національний університет ім. В. І. Вернадського» (вул. Джона Маккейна, 33, м. Київ, Україна).

## Життєпис
Народився у провінційному кримському містечку Карасубазар 15 травня (27 травня за новим стилем) 1893 року в сім'ї пастуха. У 1904–1908 роках навчався в Карасубазарській школі-рушдії. По закінченні її показав відмінні успіхи. Бекір на кошти місцевого мусульманського благодійного товариства був відправлений для продовження навчання в Стамбул. Там у 1909–1914 роках він навчався в престижному Галатасарайскому ліцеї на словесному відділенні. Паралельно з цим він закінчив і трирічні вищі курси арабської та французької мови при Стамбульському університеті і отримав право викладання цих мов у середній школі і в ліцеях. Під час навчання в Стамбулі Бекір опублікував свої перші вірші, які були підписані псевдонімом Чобан-заде (у перекладі «син пастуха»).
У 1914 році Бекір повернувся додому, а потім переїхав до Одеси, а незабаром знову вирушив до Стамбула. З осені 1914 по осінь 1915 він на правах вільного слухача відвідував Стамбульський університет і в цей же період познайомився з угорським професором Масарошем. У грудні 1915 року Бекір отримав позитивне рішення щодо свого прохання про навчання в Будапешті і в січні 1916 року подався до Угорщини. Він вступив на історико-філологічний факультет Будапештського університету. Тут він увійшов у світ науки, почав вивчати «Кодекс Куманікус» — знаменитий письмовий пам'ятник кипчакської мови. Молодий вчений до закінчення навчання завершив свою наукову роботу і в 1920 році захистив докторську дисертацію. Після закінчення навчання Бекір викладав у Будапештському та Лозаннському (Швейцарія) університетах і в 26 років став професором обох університетів. У 1919 — один з діячів Угорської комуни. Наприкінці 20-х років молодий професор повернувся на батьківщину. У цей час в Криму відбувалися бурхливі політичні події.
У 1921 році була проголошена Кримська АРСР, і Чобан-заде був обраний членом Центрального виконавчого комітету Кримської АР, брав участь у процесі революційного оновлення суспільства. У 1922 році став професором Кримського університету (нині — Таврійський національний університет імені В. І. Вернадського), а пізніше його ректором.
У 1924 році на запрошення керівництва Азербайджану приїхав в Баку і як професор Бакинського університету активно брав участь в переході від арабської писемності до латинської. У 1928 році проти Бекіра Чобан-заде розгорнулася наклепницька кампанія у кримському і бакинському друці. Вченого звинувачували в пантюркізмі, «буржуазному націоналізмі». Незважаючи на цькування у пресі, Бекір Чобан-заде зберіг високий авторитет у наукових колах. У 1930—1935 роках він завідував кафедрою узбецької мови в Ферганському педінституті, викладав в Ташкентському університеті, Бухарскому педінституті, обраний дійсним членом Азербайджанського філіалу АН СРСР, в 1935 році обраний членом Паризького лінгвістичного товариства.
Бекіра Чобан-заде заарештували 28 січня 1937 року в Кисловодську. Звинувачений в участі в діяльності «Міллі Фірка», пантюркістських рухах в 1920–1937 роках, участь у націоналістичних і пантюркістських організаціях. 12 вересня 1937 ВК ВС СРСР засуджений до вищої міри покарання (ст. 60, 63, 70, 73 КК АЗССР). Був страчений 13 жовтня 1937 року.

## Найважливіші роботи Чобан-заде
- Попереднє повідомлення про кумицьку говірку, Баку, 1926;
- Нотатки про мову і словесності кумиків (азербайджанською мовою), Баку, 1926;
- Тюрко-татарська діалектологія, Баку, 1927;
- зб. Фузулі, Баку, 1925;
- зб. Неваї, Баку, 1926;
- Введення в тюрко-татарське мовознавство (азербайджанською мовою), Баку, 1924;
- Наукова граматика кримськотатарської мови (османською мовою), Сімферополь, 1925;
- Методика викладання татарської мови та літератури, Баку, 1926;
- Тюркська граматика, 1930 (азербайджанською мовою)